# Sassandrioides testacea
Sassandrioides testacea là một loài bọ cánh cứng trong họ Cerambycidae.